# Sentis
|  | No s'ha de confondre amb Segnes. |

Els sentis (llatí: Sentii, grec Σέντιοι), van ser un poble gal de la Gàl·lia Narbonesa esmentat per Ptolemeu, que diu que la seva capital era Dinia (moderna Dinha). Segons ell, els Sentii eren molt a l'est dels Vocontii i els Memini.